# Noblella myrmecoides
Noblella myrmecoides és una espècie d'amfibi sud-americà. Va ser descrit per John Douglas Lynch el 1976 com a Euparkerella myrmecoides i reclassificat com a Noblella myrmecoides per De la Riva et alii el 2008.
Viu a la conca occidental de l'Amazones, amb registres d'Equador, Perú, Bolívia, Brasil i Colòmbia. A l'Equador es coneix per l'Estació de Biodiversitat Tiputini, província d'Orellana; al Perú és present a les regions de Loreto, Cusco, Huánuco i Madre de Dios, amb una població aparentment aïllada a San Martín (possiblement es tracta d'una espècie nova). També es troba a l'oest del Brasil a l'estat d'Amazones, al sud-est de Colòmbia (província d'Amazones) i al nord de Bolívia. Viu a un altitud entre 100 i 1200 metres.
És classificat com a risc mínim: té un habitat ample i no hi cap amenaça real. En unes zones restretes la població abaixa per la urbanització i l'agricultura.